# Ricquebourg
Ricquebourg település Franciaországban, Oise megyében. Lakosainak száma 293 fő (2022. január 1.). Ricquebourg Biermont, Gury, Laberlière, Mareuil-la-Motte, Margny-sur-Matz, La Neuville-sur-Ressons, Orvillers-Sorel és Roye-sur-Matz községekkel határos.

## Népesség
A település népessége az elmúlt években az alábbi módon változott:
| Lakosok száma | 254  | 275  | 287  | 285  | 296  | 306  | 298  | 295  | 293  |
|               | 2013 | 2015 | 2016 | 2017 | 2018 | 2019 | 2020 | 2021 | 2022 |